# وزارة المالية (جزر مارشال)
وزارة مالية جزر مارشال هي وزارة حكومية في جزر مارشال مسؤولة عن توفير نظام إدارة للسياسة المالية العامة لإدارة الإيرادات والمهام المالية لحكومة جزر مارشال.
تأسست الوزارة في عام 1990 بموجب قانون الإدارة المالية رقم 11 MIRC الفصل الأول. الوزير الحالي هو ديفيد بول، منذ استلامه المنصب في عام 2024 م.